# المحقق السري (جريدة جزائرية)
المحقق السري أسبوعية جزائرية مستقلة تصدر باللغة العربية. وتوقفت عن الصدور سنة 2009 ومديرها فضيلة البروفيسور هابت حناشي

## وصلات خارجية
- معلومات عن أسبوعية المحقق السري من موقع بوابة الصحافة الجزائرية.